# 弗谢沃洛德·姆斯季斯拉维奇 (维什哥罗德)
圣弗谢沃洛德·姆斯季斯拉维奇 Св. Всеволод Мстиславич（?—1138年2月11日），古罗斯王公，诺夫哥罗德王公（1117年~1136年），维什哥罗德王公（1136年在位），普斯科夫王公（1137年~1138年）。
弗谢沃洛德·姆斯季斯拉维奇是基辅大公姆斯季斯拉夫一世·弗拉基米罗维奇的儿子，母亲是瑞典公主克里斯蒂娜。他的教名为加布里尔。
弗谢沃洛德·姆斯季斯拉维奇在年轻时被安排到诺夫哥罗德当王公，实际上是他父亲在那里的代理人。在诺夫哥罗德发生饥荒时，弗谢沃洛德曾拿出自己的财产救济灾民。在姆斯季斯拉夫·弗拉基米罗维奇去世后，弗谢沃洛德·姆斯季斯拉维奇按照新大公亚罗波尔克二世·弗拉基米罗维奇的意思，预定到佩列亚斯拉夫当王公；但是他遭到罗斯北部王公的一致反对，不得不回到诺夫哥罗德。
由于对苏兹达尔的远征（1135年~1136年）遭到失败，1136年弗谢沃洛德·姆斯季斯拉维奇在诺夫哥罗德的公位也被废黜。后来他获得了普斯科夫，在那里一直统治到去世。
弗谢沃洛德·姆斯季斯拉维奇以虔诚的基督教徒著称，他在诺夫哥罗德和普斯科夫修建了许多著名的教堂和修道院。 

## 家庭
- 妻子：切尔尼戈夫公主

| 前任： 姆斯季斯拉夫一世 | 诺夫哥罗德王公 1117~1136 | 繼任： 斯维亚托斯拉夫·奥利戈维奇 |